# الکساندرا پاخموتووا
الکساندرا پاخموتووا (روسی: Александра Николаевна Пахмутова؛ زادهٔ ۹ نوامبر ۱۹۲۹) آهنگساز روسی و یکی از آهنگسازان شناخته شده در دهه ۱۹۶۰ در دوره شوروی است. او در سال ۱۹۵۶ با نیکولای دوبرونراوف بازیگر و شاعر روس ازدواج کرد.

## آهنگسازی‌ها

### ارکسترال
- ۱۹۵۳: سوئیت روسی برای ارکستر سمفونیک[۲]
- قصیده روشن کردن آتش" (برای گروه کر مختلط و ارکستر سمفونیک)
- ۱۹۵۷: موسیقی برای کودکان: سوئیت "لنین در قلب ما
- ۱۹۷۲:قهرمانان سرعت (نوشته شده برای تیتراژ پایانی فیلم ورزشی روسی حرکت به بالا)

## افتخارات و جوایز
شوروی و روسی
- قهرمان کار سوسیالیست: № ۲۱۰۳۵ (۲۹ اکتبر ۱۹۹۰) - برای کمک‌های برجسته به توسعه هنر موسیقی شوروی و فعالیت‌های اجتماعی سازنده
- دوبار نشان لنین № ۴۶۰۱۴۳ (۶ نوامبر ۱۹۷۹ و ۲۹ اکتبر ۱۹۹۰)

## موارد ضبط شده
1. ۱۹۷۱: کنسرتو برای ارکستر در ماژور (ارکستر سمفونیک آکادمیک دولتی اتحاد جماهیر شوروی، زیر نظر اوگنی سوتلانوف)[۳]
2. ۱۹۸۵: مارشال ژوکوف (از فیلم «نبرد مسکو»، گروه نظامی مرکزی وزارت دفاع اتحاد جماهیر شوروی، تحت فرماندهی سرهنگ آناتولی مالتسف)[۴]
3. ۲۰۱۵: کنسرتو برای ترومپت و ارکستر سولو (ترومپت رکوردز، تیموفی الکساندرویچ داکسشیتزر)[۵]
4. ۲۰۱۹: کنسرت سالگرد الکساندرا پاخموتووا (تئاتر بولشوی، زیر نظر میخائیل پلتنف و یوری بشمت)[۶]